# Conjunt Maria Llinàs I
El Conjunt Maria Llinàs I és una obra de Sant Cugat del Vallès (Vallès Occidental) protegida com a Bé Cultural d'Interès Local.

## Descripció
Conjunt de dues cases amb jardí que tenen la façana sobre l'alineació del carrer Àngel Guimerà la qual cosa els dona una dimensió estètica urbana.
La façana del carrer té una profusió d'elements ornamentals d'acurat disseny que superen la concepció esquemàtica present en les altres edificacions dels conjunts urbans Maria Llinàs II i III. El fris de coronació té un seguit de garlandes que enllacen els forats ovalats de ventilació, les finestres tenen una llinda d'arc rebaixat decorat. Les portes tenen una garlanda floral que remata l'arcada motllurada. La façana està emmarcada per un seguit de pilars verticals rematats per una forma ovalada.
La balustrada de coronació està rematada per gerros en les pilastres i s'interromp en el mig de la façana formant un pinyó de formes ondulades i rectilínies freqüents en el barroc català. Les reixes de les baranes són de ferro forjat. El badalot de l'escala està recobert amb una cúpula troncocònica revestida de teules d'escata vidriada.

## Història
El conjunt urbà Maria Llinàs ubicat en el límit de l'eixample rural del carrer Villà amb el Club de Golf Sant Cugat fou projectat en diferents fases per l'arquitecte Josep Sala i Comas i per encàrrec de la senyora Maria Llinàs i Bigas, esposa de Ròmol Maristany.